# Asociación de Fútbol No Aficionado de Chimborazo
La Asociación de Fútbol No Aficionado de Chimborazo es una subdivisión de la Federación Deportiva de Chimborazo en el Ecuador. Funciona como asociación de equipos de fútbol dentro de la Provincia de Chimborazo. Bajo las siglas AFNACH, esta agrupación está afiliada a la Federación Ecuatoriana de Fútbol. Es la encargada de organizar cada año la Segunda Categoría de Chimborazo. 

## Historia
Los equipos de sus registros que han jugado en la Serie A del Campeonato Ecuatoriano de Fútbol son: 
- Olmedo
- River Plate de Riobamba
- Atlético Riobamba

Los tres clubes han sido los únicos que han participado en torneos de Serie A y Serie B del fútbol ecuatoriano a partir de su creación. Por otro lado, los clubes que han estado cerca de ascender a la serie B son: Star Club y Alianza de Guano.
En 1978, AFNACH desaparece por problemas económicos y dirigenciales; en 1982 se reactiva la AFNACH con los equipos: Palestino, Guano Sporting Club, 9 de Octubre, Centro Deportivo Olmedo y Club Atlético River Plate (Riobamba).

## Los grandes del fútbol riobambeño
En este apartado se destacan a los dos clubes más emblemáticos de la ciudad de Riobamba y de la provincia de Chimborazo. Estos dos equipos tuvieron una larga trayectoria en el ámbito deportivo a nivel nacional. Estos equipos son conocidos como: "ídolo chimboracense" y el "ídolo de Riobamba" respectivamente.
- Club Atlético River Plate (Riobamba)  Participación : Amateurismo, Segunda Categoría, Serie B y Serie A
- Olmedo (Riobamba) Participación : Amateurismo, Segunda Categoría, Serie B, Serie A, Copa Libertadores y Copa Sudamericana

### Clásicos
- Superclásico Riobambeño: Olmedo vs River Plate de Riobamba
- Clásico de la Sultana: River Plate de Riobamba  vs Star Club

### Superclásico Riobambeño
El Superclásico riobambeño o "Superclásico", es el derbi de la ciudad de Riobamba,  es el partido en el que se enfrentan los dos equipos de fútbol más populares de la ciudad y provincia, que han participado en Serie A del campeonato ecuatoriano de fútbol, River Plate de Riobamba y Olmedo. Este espectáculo deportivo concentra la atención de las grandes masas no sólo en Chimborazo, sino en muchas partes del país. Es reconocido por muchos debido a la pasión expresada por parte de los aficionados tanto durante el partido como en la previa, siendo el máximo encuentro el que se disputó en 1986, por la final de segunda categoría en la ciudad de Guano. Esta rivalidad comenzó a mediados del siglo XX, en el amauterismo 1950, River Rio jugaba en inicios como club "Alfonso Villagomez", debido a la prohibición de la FDCH de inscribir clubes con nombres extranjeros, River Rio tuvo que cambiar de nombre. Ha sobrevivido en la memoria a numerosos capítulos que quedaron en la historia del deporte chimboracense y riobambeño, tanto positivos como negativos.

## Equipos de Segunda Categoría de Chimborazo
Se enlistan aquellos clubes que alguna vez jugaron la Segunda Categoría de Chimborazo, y que se encuentran actualmente sin competir o desaparecidos.
- Club Juventud Unida (Riobamba)
- Club Atlético de Riobamba (Riobamba)
- Club Atlético San Pedro (Riobamba)
- Club Atlético Universitario (Riobamba)
- Club Chimborazo (Riobamba)
- Club Deportivo Chimborazo (Riobamba)
- Centro Deportivo Marañón (Riobamba)
- Centro Deportivo Olímpico (Riobamba)
- Fundación Corozao Fútbol Club (Riobamba)
- Centro Deportivo Olmedo (Riobamba)
- Club Atlético River Plate (Riobamba)
- Atlético Riobamba (Riobamba)
- Club Social y Deportivo Kaligans (Riobamba)
- Newell's Old Boys (Chambo)
- Penipe S.C. (Penipe)
- Club Wrestle (Riobamba)
- Deportivo Chunchi (Chunchi)
- Club Independiente Lourdes (Riobamba)
- Club Palestino (Riobamba)
- Club Peñarol (Riobamba)
- Club Liga Politécnica (Riobamba)
- Club 9 de Octubre (Riobamba)
- Club Mundo Tuerca (Riobamba)
- Club San Felipe (Riobamba)
- Club Peñarol (Pallatanga)
- Club Sao Pablo (Riobamba)
- Club Deportivo Los Ases (Cumandá)
- Chambo Fútbol Club (Chambo)
- Independiente San Pedro (Alausí)

## Miembros Actuales AFNACH
- Olmedo (Riobamba)
- Star Club (Riobamba)
- Sonorama Fútbol Club (Riobamba)
- Deportivo Guano (Guano)
- Club Estudiantes de La Plata (Pallatanga)
- Alianza de Guano (Guano)
- Deportivo Darwin (Alausí)
- New SanFra (Pallatanga)
- Daquilema Fútbol Club (Riobamba)
- Cisneros F.C. (Riobamba)
- Minga F.C. (Riobamba)

## Campeonatos
| Equipo                  | Campeonatos | Vicecampeonatos | Años campeón                                                     |
| ----------------------- | ----------- | --------------- | ---------------------------------------------------------------- |
| Star Club               | 11          | 6               | 1990, 1995, 1996, 1998, 2005, 2009, 2010, 2011, 2014, 2015, 2016 |
| Olmedo                  | 11          | 3               | 1973, 1977, 1985, 1987, 1988, 1989, 1991, 1992, 1993, 2023, 2024 |
| Alianza                 | 4           | 2               | 2017, 2018, 2019, 2020                                           |
| Atlético Universitario  | 4           | 1               | 2004, 2006, 2007, 2008                                           |
| Atlético Riobamba       | 4           | 0               | 1972, 1975, 1976, 1978                                           |
| River Plate (Riobamba)  | 2           | 2               | 1983, 1986                                                       |
| Sonorama                | 2           | 1               | 1999, 2022                                                       |
| Palestino               | 1           | 1               | 1971                                                             |
| Penipe S. C.            | 1           | 0               | 2012                                                             |
| Newell's Old Boys       | 1           | 0               | 2013                                                             |
| Peñarol                 | 1           | 0               | 2021                                                             |
| Deportivo Guano         | 0           | 5               |                                                                  |
| Club Chimborazo         | 0           | 2               |                                                                  |
| Liga Politécnica        | 0           | 2               |                                                                  |
| Daquilema               | 0           | 2               |                                                                  |
| 9 de Octubre            | 0           | 1               |                                                                  |
| Independiente San Pedro | 0           | 1               |                                                                  |
| Los Ases                | 0           | 1               |                                                                  |
| San Felipe              | 0           | 1               |                                                                  |
| San Pedro               | 0           | 1               |                                                                  |